# V de Vivienda

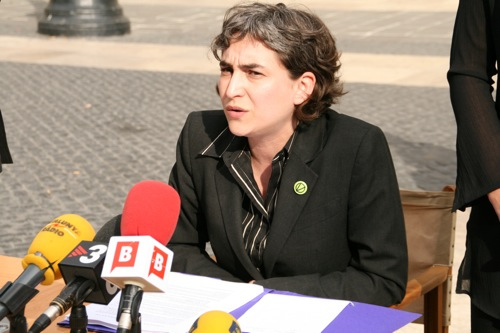
Ada Colau representant V de Vivienda, el 2006

V de Vivienda va ser un moviment a favor del dret a l'habitatge a Espanya nascut el maig de 2006. El grup va arribar a tenir el suport de Miloon Kothari, responsable de l'ONU de l'àrea per a l'habitatge digne, que el novembre del 2006 va dir que Espanya tenia un problema real amb l'habitatge. També denunciaven el Pacte Nacional per a l'Habitatge que va signar el govern de José Luis Rodríguez Zapatero, acusant-la de mesura fortament electoralista.

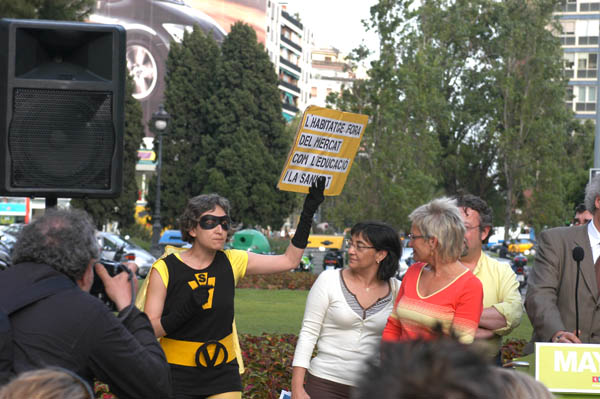
Ada Colau caracteritzada com SuperVivienda en un míting d'Imma Mayol, el 2007

Ada Colau va participar activament en la formació d'aquest moviment i amb el seu company –Adrià Alemany– van crear un personatge a l'estil d'un superheroi que apareixia en mítings i altres actes públics per denunciar els problemes amb l'habitatge. El personatge es feia dir Supervivienda. V de Vivienda va organitzar dues manifestacions, el març i l'octubre de 2007, a les principals capitals espanyoles, que es van convertir en una de les primeres reaccions ciutadanes públiques al problema de l'habitatge. V de Vivienda es considera el precedent de la Plataforma d'Afectats per la Hipoteca.